# Сигурела II (Савона)
Сигурела II је насеље у Италији у округу Савона, региону Лигурија.
Према процени из 2011. у насељу је живело 27 становника. Насеље се налази на надморској висини од 371 м.